# The Benson Murder Case
Pour plus de détails, voir Fiche technique et Distribution.
The Benson Murder Case est un film américain réalisé par Frank Tuttle, sorti en 1930.

## Synopsis
Anthony Benson, un impitoyable agent de change est assassiné dans sa luxueuse maison de campagne. Présent sur les lieux, le détective Philo Vance décide d'enquêter sur cette affaire et travaille aux côtés de District Attorney Markham et de la police pour recueillir des indices et interroger des suspects afin de découvrir qui a tué Benson.

## Fiche technique
- Titre : The Benson Murder Case
- Réalisation : Frank Tuttle
- Scénario : Bartlett Cormack (en) d'après le roman de S.S. Van Dine
- Photographie : Archie Stout
- Montage : Doris Drought
- Société de production : Paramount Pictures
- Pays de production : États-Unis
- Format : Noir et blanc
- Genre : policier
- Durée : 65 minutes
- Date de sortie : 1930

## Distribution
- William Powell : Philo Vance
- William "Stage" Boyd : Harry Gray
- Eugene Pallette : Sergent Ernest Heath
- Paul Lukas : Adolph Mohler
- Natalie Moorhead : Fanny Del Roy
- Richard Tucker : Anthony Benson
- May Beatty : Mme Paula Banning
- E. H. Calvert : John F.X. Markham